# Ivesia muirii
Ivesia muirii är en rosväxtart som beskrevs av Asa Gray. Ivesia muirii ingår i släktet Ivesia och familjen rosväxter. Inga underarter finns listade i Catalogue of Life.